# Drama v Livonsku
Drama v Livonsku (1904, Un drame en Livonie) je méně známý dobrodružný detektivní román francouzského spisovatele Julesa Verna z jeho cyklu Podivuhodné cesty (Les Voyages extraordinaires). Román vznikl již roku 1894, ale Verne pozdržel jeho vydání o deset let, aby v jeho příběhu nikdo nehledal paraelu k tehdy probíhající Dreyfusově aféře.

## Obsah románu
Příběh knihy se odehrává na sklonku 19. století v Livonsku, což je historický název pro území dnešního Lotyšska a Estonska, které tehdy patřilo carskému Rusku. Na pozadí bojů Lotyšů a Litevců proti germanizačním snahám německé menšiny líčí Verne osud profesora Dimitrije Nikoleva, který je neprávem nařčen z loupežné vraždy bankovního sluhy Pocha nesoucího značnou peněžní částku Nikolevovu politickému odpůrci německému bankéři Johausenovi. Původcem obvinění je sám vrah, další Němec jménem Kroff, majitel noclehárny, kde byl Poch zavražděn. Johausen hodlá obvinění využít pro eliminaci svého protivníka a tak dojde politicky motivovanému justičnímu omylu.
Román zdaleka nepatří k tomu lepšímu, co Jules Verne napsal. Svědčí o tom i to, že svůj detektivní román autor vyřešil pouze pomocí „deus ex machina“ - Nikolevova nevina nebyla prokázána žádným překvapivým odhalením, ale přiznáním vraha Kroffa umírajícího na plicní chorobu. V románu navíc autor prokazuje velmi vysokou míru neznalosti národnostní a politické situace v tehdejším Livonsku.

## Ilustrace
Knihu Drama v Livonsku ilustroval Léon Benett.

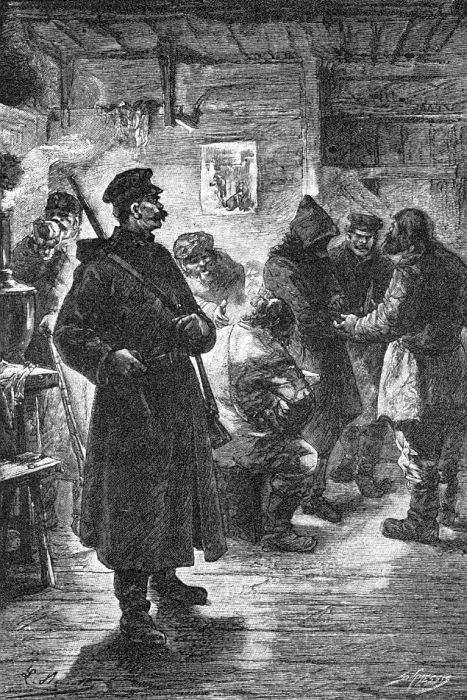
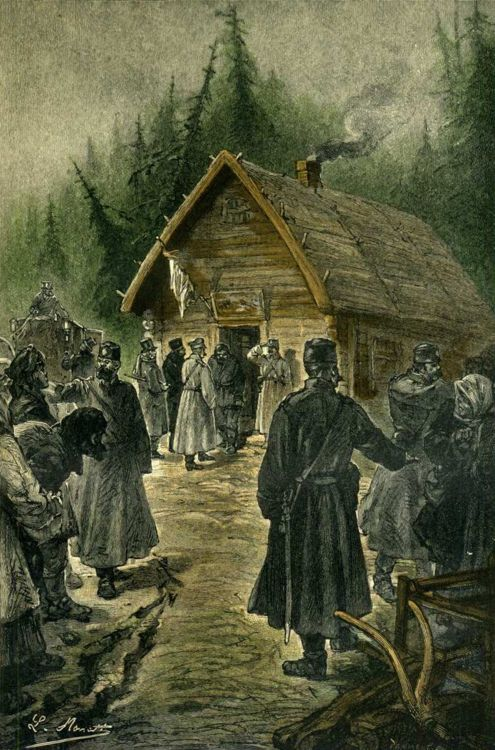
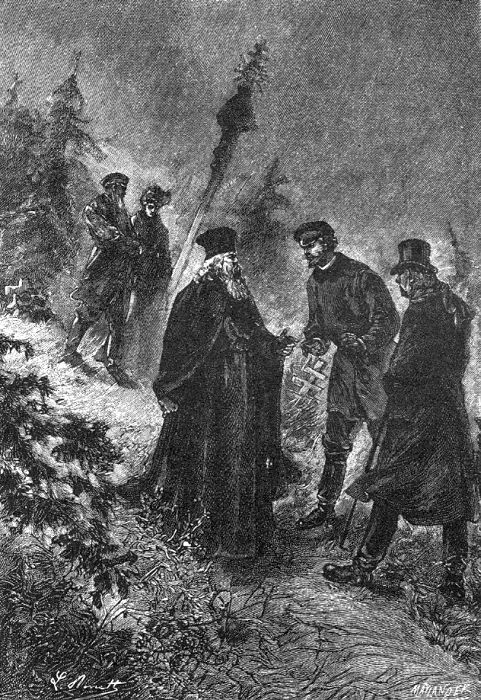
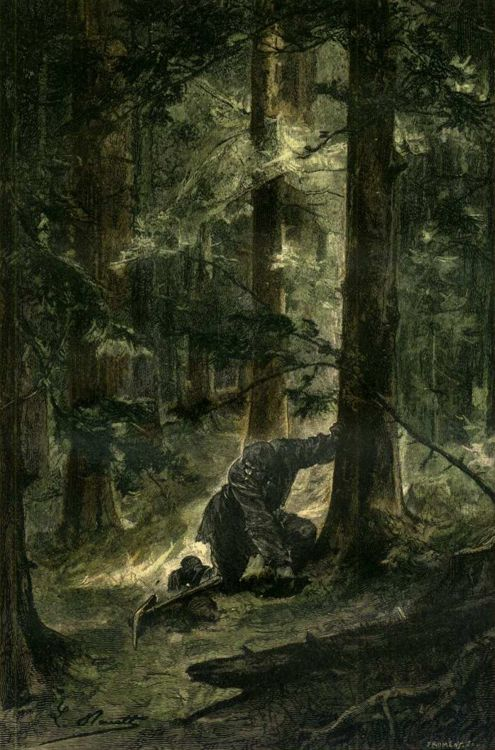

## Filmové adaptace
Na motivy románu natočil roku 1973 sovětský režisér Semjon Aranovič film Zlomená podkova (Сломанная подкова).

## Česká vydání
- Drama v Livonsku, Josef R. Vilímek, Praha 1905, přeložil Vojtěch Franta, znovu 1926 a 1936.
- Drama v Livonsku, Eduard Beaufort, Praha 1921*, přeložil Jindřich Entlicher,
- Drama v Livonsku, Albatros, Praha 1969, přeložil Milan Korejs,
- Drama v Livonsku, Albatros, Praha 1977, přeložil Václav Netušil,
- Drama v Livonsku, Návrat, Brno 1999, přeložil Vojtěch Franta, znovu 2015.
- Drama v Livonsku, Nakladatelství Josef Vybíral, Žalkovice 2016, přeložil Vojtěch Franta.
- Drama v Livonsku,, Omega, Praha 2021, přeložil Vojtěch Franta.

## Poznámka
K. Nosovský: Soupis československé literatury za léta 1901–1925 (SKN, 1933) uvádí chybně rok vydání 1901, který je samozřejmě nesmyslný (kniha by vyšla o 3 roky dříve než originál ve Francii). Přesto je tato skutečnost některými badateli přejímána jako fakt. E. Beaufort však začal vydávat svou edici až od roku 1913 a tento titul byl posledním vydaným (sv. 90).